# Robert Fagles
Robert Fagles (Filadelfia, 11 settembre 1933 – Princeton, 26 marzo 2008) è stato un traduttore, poeta e anglista statunitense, noto soprattutto per le sue traduzioni dei classici latini e greci.

## Biografia
Figlio di un architetto e un avvocato, Fagles studiò all'Amherst College e a Yale, dove ottenne il dottorato nel 1959. Dopo essere stato docente di letteratura inglese a Yale per un anno, Fagles si trasferì all'Università di Princeton, dove insegnò letteratura inglese prima come assistente e poi come professore associato di inglese e letterature comparate. Nel 1965 divenne direttore del dipartimento di lettere comparate e continuò a insegnare a Princeton fino al pensionamento, avvenuto nel 2002.
Il suo nome viene ricordato soprattutto per le apprezzate traduzioni di classici greci. Nel 1961 esordì con una traduzione completa delle opera di Bacchilide, mentre negli anni 70 Fagles si dedicò soprattutto al teatro, a partire dall'Orestea di Eschilo (1975), a cui seguì il Ciclo Tebano di Sofocle (1982). Negli anni 90 si dedicò invece ai grandi poemi epici, traducendo l'Iliade (1990) e l'Odissea (1996). La sua ultima pubblicazione risale al 2006, quando egli si cimentò con successo in una traduzione dell'Eneide. Le traduzioni di Fagles furono apprezzate per il loro stile chiaro, la resa fluida in inglese, ma anche una grande fedeltà al testo originale. In particolare, la sua traduzione dell'Iliade ricevette vasti consensi di critica e fu candidata al National Book Award.
Morì di cancro alla prostata all'età di 84 anni.